# Lhotka nad Labem
Lhotka nad Labem é uma comuna checa localizada na região de Ústí nad Labem, distrito de Litoměřice.